# Le Mystère des pingouins (film)
Le Mystère des pingouins (ペンギン・ハイウェイ, Pengin Haiwei, Penguin Highway) est un film d'animation japonais réalisé par Hiroyasu Ishida, sorti en 2018 au Japon puis en France en 2019. Il s'agit de l’adaptation du roman Penguin Highway, écrit par Tomihiko Morimi et publié en 2010. La version qui est d'abord distribuée en France (en VO et VF) est tronquée de 10 minutes, tandis que la version intégrale est présentée ultérieurement comme une « version longue ».

## Synopsis
Aoyama, élève de CM1, est un garçon studieux et très intelligent qui aime résoudre des enquêtes. Son objectif est de travailler sur lui-même afin de devenir « quelqu'un de bien ». Sa vie est bouleversée lorsque des pingouins apparaissent mystérieusement dans sa ville. Très intrigué, il décide de mener l'enquête, accompagné d'Uchida (son meilleur ami), d'Hamamoto (sa rivale aux échecs), et d'une énigmatique assistante dentaire. Il ignore que cette enquête va l'entraîner dans une série d'aventure extraordinaires.

## Fiche technique
- Titre original : ペンギン・ハイウェイ (Pengin Haiwei?)
- Titre international : Penguin Highway
- Titre français : Le Mystère des pingouins
- Réalisation : Hiroyasu Ishida
- Scénario : Makoto Ueda (ja) d'après le roman de Tomihiko Morimi
- Musique : Umitarō Abe
- Producteur : Noriko Ozaki
- Société de production : Studio Colorido
- Sociétés distribution : Tōhō (Japon), Wild Bunch Distribution (France)
- Pays d’origine :  Japon
- Langue originale : japonais
- Format : couleur - 35 mm - 2,20:1
- Durée originale : 118 minutes[1]
- Durée : 108 minutes
- Dates de sortie :
  - Japon : 17 août 2018[1]
  - France : 14 août 2019

## Personnages
Aoyama (アオヤマ君, Aoyama-kun)
Voix japonaise : Kana Kita (ja)
(VF : Geneviève Doang)
La jeune femme (お姉さん, Onē-san)
Voix japonaise : Yū Aoi
(VF : Mélissa Windal)
Uchida (ウチダ君, Uchida-kun)
Voix japonaise : Rie Kugimiya
(VF : Mathieu Dupire)
Hamamoto (ハマモトさん, Hamamoto-san)
Voix japonaise : Megumi Han
(VF : Julie Claude)
Suzuki (スズキ君, Suzuki-kun)
Voix japonaise : Miki Fukui (ja)
(VF : Charlotte Hennequin)
Le père d'Aoyama (アオヤマ君のお父さん, Aoyama-kun no Otōsan)
Voix japonaise : Hidetoshi Nishijima
Le père de Hamamoto (ハマモトさんのお父さん, Hamamoto-san no Otōsan)
Voix japonaise : Naoto Takenaka

## Sortie

### Box-office
Au Japon, le film a été projeté dans 192 salles au cours de son weekend d'ouverture, où il s'est classé 10e du box-office. Le film a ensuite quitté le top 10, en rapportant 307 millions de yen (2,5 millions d'euros) le 26 août 2018.

## Distinctions

### Récompense
Le long-métrage est lauréat du Prix Satoshi Kon du meilleur film d'animation au Festival FanTasia.

### Sélection
Il a été nommé au Grand prix du jury des Utopiales en novembre 2018.